# Hilo (mitología)

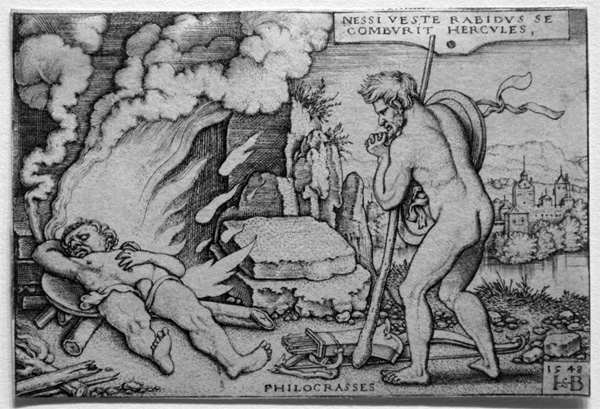
Funeral de Hércules de Hans Sebald Beham 1546.

En mitología griega, Hilo (griego antiguo Ὕλλος, Hyllos, que sugiere «habitante del bosque») es uno de los hijos de Heracles cuya fama se debe a que de él descienden los principales heraclidas —estos protagonizaron el episodio conocido como la «invasión dórica», conocido en la mitología como el Regreso de los heraclidas—. 
La genealogía más comúnmente aceptada nos dice que Heracles y Deyanira tuvieron cuatro hijos, Hilo, Gleno, Ctesipo y Onites. Estos habían nacido en Calidón durante los primeros años de matrimonio de la pareja. Otra versión añade a Macaria, también nacida de la misma unión. Alternativamente, una versión adulterada y tardía nos revela que Hilo nació fruto de Mélite, una ninfa del país de los feacios con la cual Heracles se unió después de haber sido desterrado por la matanza de sus hijos habidos con Mégara.
Hilo aparece como un personaje importante en Las traquinias de Sófocles, cuyo argumento incluyó Apolodoro en la Biblioteca mitológica. Esta última obra incluye una buena cantidad de episodios sobre Hilo. Primero nos dice que cuando Heracles estaba a punto de morir, conminó a su hijo mayor Hilo a que cuando se hiciera un hombre se casara con Yole, a quien él mismo había amado. Tras la muerte de Heracles, sus hijos, que se encontraban en Traquis, huyeron de la persecución de Euristeo y pidieron ayuda a los atenienses. Estos se unieron a los heraclidas para combatir contra Euristeo. En la batalla murieron los hijos de Euristeo. El propio Euristeo huyó en un carro cerca de las rocas Escironias, pero Hilo, que iba en pos de él, lo mató. Cortó su cabeza y se la entregó a Alcmena —la abuela paterna de Hilo—, que le arrancó los ojos con una lanzadera. Después de la muerte de Euristeo los heraclidas invadieron el Peloponeso y se apoderaron de todas las ciudades, pero una plaga les obligó a retirarse. Hilo, en cumplimiento del encargo de su padre, desposó a Yole y se aseguró el regreso de los heraclidas. Resolvió ir hasta el oráculo de Delfos para preguntar cómo podrían volver, y el dios le contestó que esperasen hasta la tercera cosecha, pero Hilo, creyendo que la tercera cosecha significaba el tercer año, después de aguardar ese tiempo regresó prematuramente con el ejército.
Hilo tuvo un hijo, Cleodeo, además de dos hijas, Evecme y Aristecme, quienes se desposaron con los dos hijos de Butes. Se sobreentiende por el contexto que la madre de toda esta prole es Yole aunque de manera implícita, no explícita. Íbico dice que otra hija de Hilo y Yole fue Silis o Sílide, madre de Zeuxipo por Apolo.
Pausanias nos dice que el territorio ubicado entre Mégara y Corinto fue testigo de la lucha que sostuvieron Hilo y el arcadio Équemo. Heródoto completa esta historia y nos proporciona el contexto. Nos dice que Hilo comandó un ejército que trató de penetrar en el Peloponeso a través del istmo de Corinto. Allí acudió para defender su territorio un ejército de jonios, aqueos y soldados de Tegea, en Arcadia. Tras el encuentro de los ejércitos, decidieron acordar que la victoria fuera decidida en un duelo singular. Los peloponesios estimaron que había que aceptar la propuesta y ambos bandos formalizaron solemnemente el siguiente acuerdo: si Hilo derrotaba al adalid peloponesio, los heraclidas regresarían a la patria de sus antepasados; en cambio, si Hilo era derrotado, los heraclidas volverían con sus tropas sobre sus pasos y, por espacio de cien años, no intentarían retornar al Peloponeso. Los peloponesios eligieron al arcadio Équemo como adalid y este consiguió matar finalmente a Hilo.
Higino es el único que ofrece el dato de que Hilo fue el responsable de la «muerte de Esténelo, hermano de su bisabuelo Electrión», aunque no ofrece el contexto ni ningún otro dato adicional.